# Europeiska unionens militära stab
Europeiska unionens militära stab (EUMS) är en militär stab inom Europeiska utrikestjänsten med uppgift att ge militär expertis inom den gemensamma säkerhets- och försvarspolitiken. EUMS bistår Europeiska unionens höga representant för utrikes frågor och säkerhetspolitik med militär kompetens och Europeiska unionens militärkommitté med stabsarbete, och är inriktat på att genomföra militär planering på strategisk nivå.
Efter kriget på Balkan var det tydligt att EU saknade en operativ förmåga och EUMS skapades för att öka EU:s möjligheter att agera vid framtida fredsbevarande insatser och insatser med stridskrafter vid krishantering, vilket inkluderar fredsskapande åtgärder samt vid humanitära insatser och räddningsinsatser. EUMS inrättades således den 11 juni 2001, efter att ha funnits i provisorisk form sedan mars 2000.
EUMS utgjorde ursprungligen ett generaldirektorat inom generalsekretariatet för Europeiska unionens råd, men blev efter Lissabonfördragets ikraftträdande istället en enhet inom Europeiska utrikestjänsten.

## Operationer

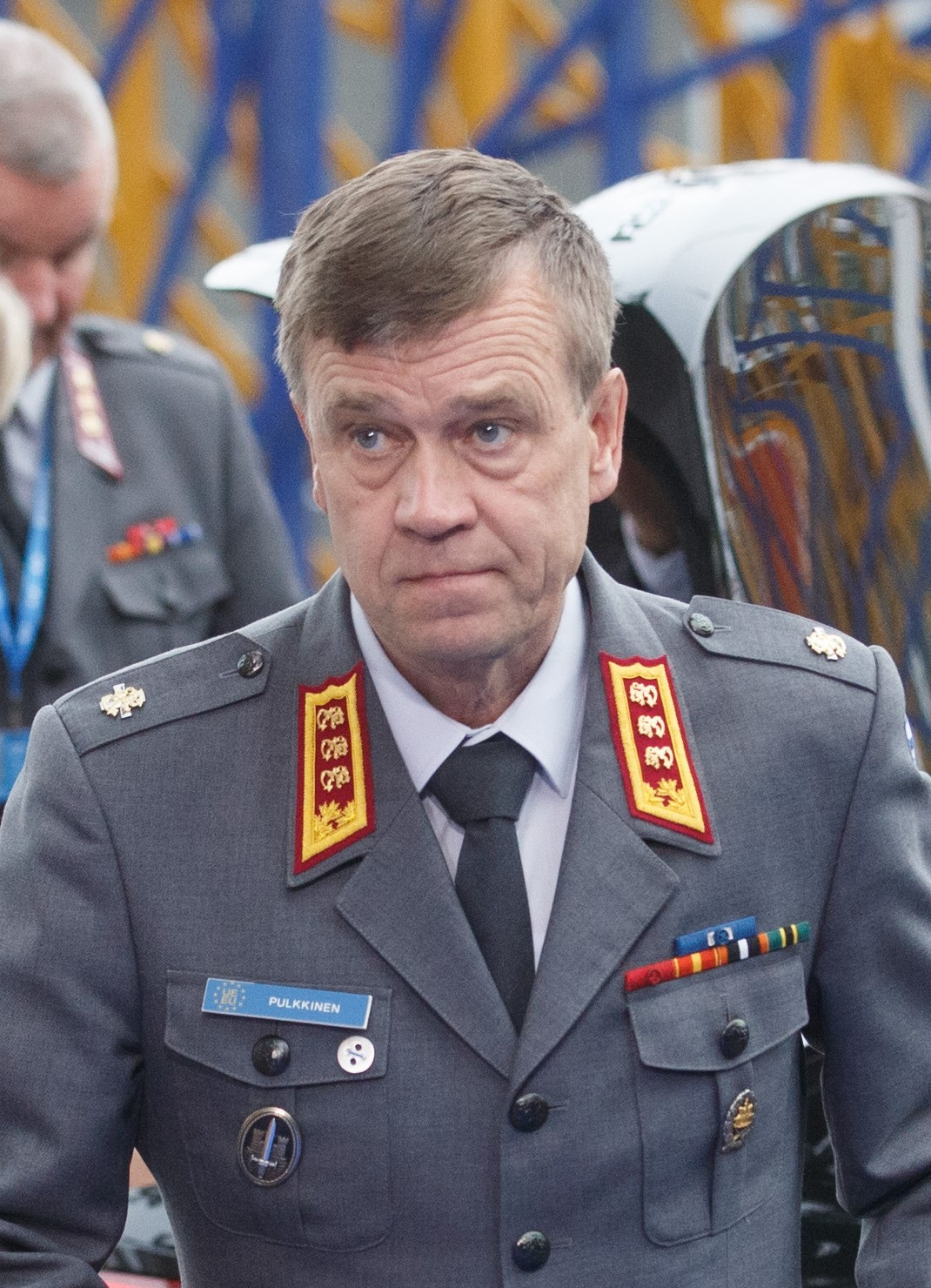
Generallöjtnant Esa Pulkkinen, som är den militära stabens chef.

Termen Eufor, eller Europeiska unionens styrkor har använts för att beskriva ett antal militära utplaceringar som EUMS har lett sedan dess inrättande fram till 2009. Den första missionen, Eufor Concordia, ägde rum i Makedonien från mars 2003 till december 2003. Eufor Althea var den andra och skedde i Bosnien mellan 2004. Därefter följde två missioner i Afrika: i Kongo-Kinshasa med missionen Eufor DR Congo år 2006; samt i Eufor Tchad/RCA i Tchad och Centralafrikanska republiken år 2007. Eufor är temporära militära missioner, och inte permanenta militära styrkor som placeras ut. Den bör därför inte förväxlas med Eurokåren eller den årligen uppdaterade styrkekatalogen som skapades genom antagandet av Helsingfors kapacitetsmål.

### Eufor Althea
Eufor Althea är en militär mission i Bosnien-Herzegovina med syfte att övervaka det militära genomförandet av Dayton-avtalet. Det är efterföljaren till SFOR och IFOR. Övergången från SFOR till Eufor bestod huvudsakligen av att ändra namn och befälhavare då 80 procent av trupperna stannade kvar på plats. Eufor bytte av den NATO-ledda SFOR den 2 december 2004.

### Eufor Tchad/RCA
Eufor åsyftar även EU-missionen under beskydd och inom ramen för the auspices and in the framework of MINURCAT i Tchad och Centralafrikanska republiken, från slutet på 2007 och framåt.

### Eufor DR Congo
Akronymen Eufor användes även för den korta utplaceringen av trupp i Kongo-Kinshasa år 2006. Den 25 april 2006 antog Säkerhetsrådet resolution 1671 vilken auktoriserade den temporära utplaceringen av EU-trupp för att understödja FN:s mission MONUC under perioden runt valet i landet, som började den 30 juli. Missionen avslutades den 30 november 2006.